# Usiany
Usiany (biał. Усяны; ros. Усяны) – wieś na Białorusi, w obwodzie witebskim, w rejonie brasławskim, w sielsowiecie Mieżany.

## Historia
W czasach zaborów wieś i dobra w gminie Brasław, w powiecie nowoaleksandrowskim, w guberni wileńskiej Imperium Rosyjskiego. W 1866 dobra należały do Bortkiewiczów, wcześniej Łopacińskich. 
W latach 1921–1945 majątek wieś i zaścianek leżał w Polsce, w województwie nowogródzkim (od 1926 w województwie wileńskim), w powiecie brasławskim, w gminie Brasław. 
Według Powszechnego Spisu Ludności z 1921 roku zamieszkiwało: 
- wieś – 239 osób, wszystkie były wyznania rzymskokatolickiego. Jednocześnie 11 mieszkańców zadeklarowało polską przynależność narodową, 21 białoruską a 207 litewską. Były tu 52 budynki mieszkalne[3]. W 1931 w 47 domach zamieszkiwało 238 osób[6].
- majątek – 81 osób, 80 było wyznania rzymskokatolickiego a 1 ewangelickiego. Jednocześnie 80 mieszkańców zadeklarowało polską przynależność narodową a 1 litewską. Były tu 52 budynki mieszkalne[3]. W 1938 w 10 domach zamieszkiwało 45 osób[6].
- zaścianek w 1931 w 2 domach zamieszkiwało 9 osób[7]. Zaścianek jest obecnie uroczyskiem.

Miejscowości należały do parafii rzymskokatolickiej i prawosławnej w Brasławiu. Podlegała pod Sąd Grodzki w Brasławiu i Okręgowy w Wilnie; właściwy urząd pocztowy mieścił się w Brasławiu.